# John Millei

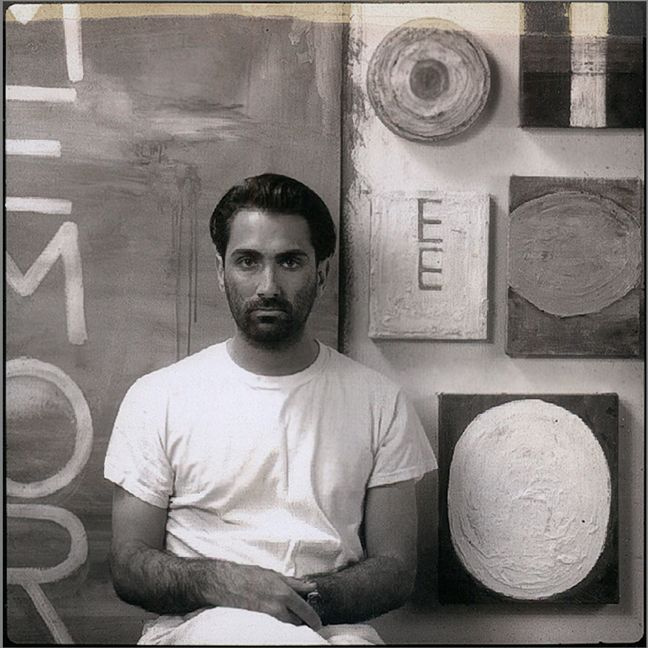
John Millei

John Millei (* 1958 in Los Angeles) ist ein US-amerikanischer Maler. Stilistisch wird seine Malerei dem Abstrakten Expressionismus zugerechnet. Er lehrte als außerordentlicher Professor an der Kunstfakultät von Pasadena, der Claremont Graduate University und dem Southern California Institute of Architecture (SCI).

## Leben und Werk
John Millei begann seine Karriere als Assistent von Richard Diebenkorn in den späten 1970er Jahren. In den 1990er Jahren begann Millei, in der renommierten ACE Gallery in Los Angeles auszustellen.
Er ist einer der bekannten Vertreter des in den 1980er Jahren entstandenen kalifornischen Abstraktionismus. Seine Werke befinden sich in internationalen Sammlungen, u. a. dem Centre Pompidou in Paris, dem Weisman Art Museum und im Los Angeles County Museum of Art, Museo Jumex in Mexiko-Stadt, dem Berkeley Art Museum & Pacific Film Archive, Berkeley, dem Dib Bangkok Museum, Bangkok, im Legion of Honor Fine Arts Museum (Achenbach Foundation for the Graphic Arts) in San Francisco oder dem Nasher Sculpture Center in Dallas, Texas.

## Schriften
- John Millei, Jamie Brisick, Dennis Phillips: For Surfing. What Begins as Wind on Water Ends as Words on Page. Ace Gallery, 2002.

## Ausstellungen (Auswahl)
- 2011: Santa Barbara Museum of Art, „Anish Kapoor: Turning the World Inside Out. Selected Abstraction 19402-90s.“[5]
- 2013: John Millei: Anthropomorphic Abstraction, Quint Contemporary Art, San Diego CA[6]
- 2019: Recent and Seldom Seen, Carnegie Art Museum Oxnard,[7]
- 2020: John Millei Galerie Carl Kostyal, Mailand[8]